# 瓦爾德萊訥河
47°38′00″N 11°01′05″E / 47.63333°N 11.01801°E

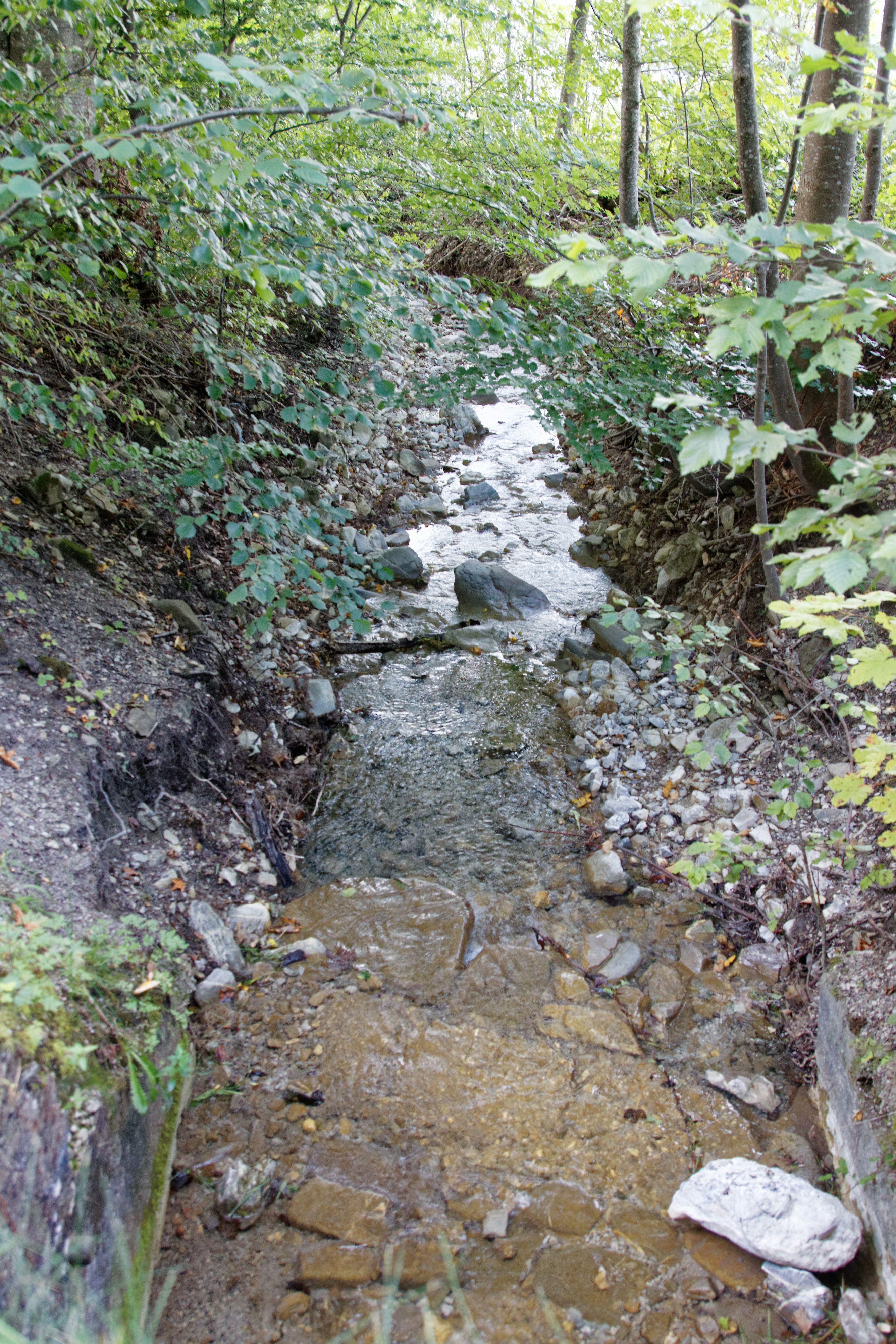

瓦爾德萊訥河是德國的河流，位於該國東南部，由巴伐利亞負責管轄，屬於安珀河的支流，河道全長3.5公里，流域面積1.4平方公里，發源自赫恩勒山西坡。